# Gegants de Sitges

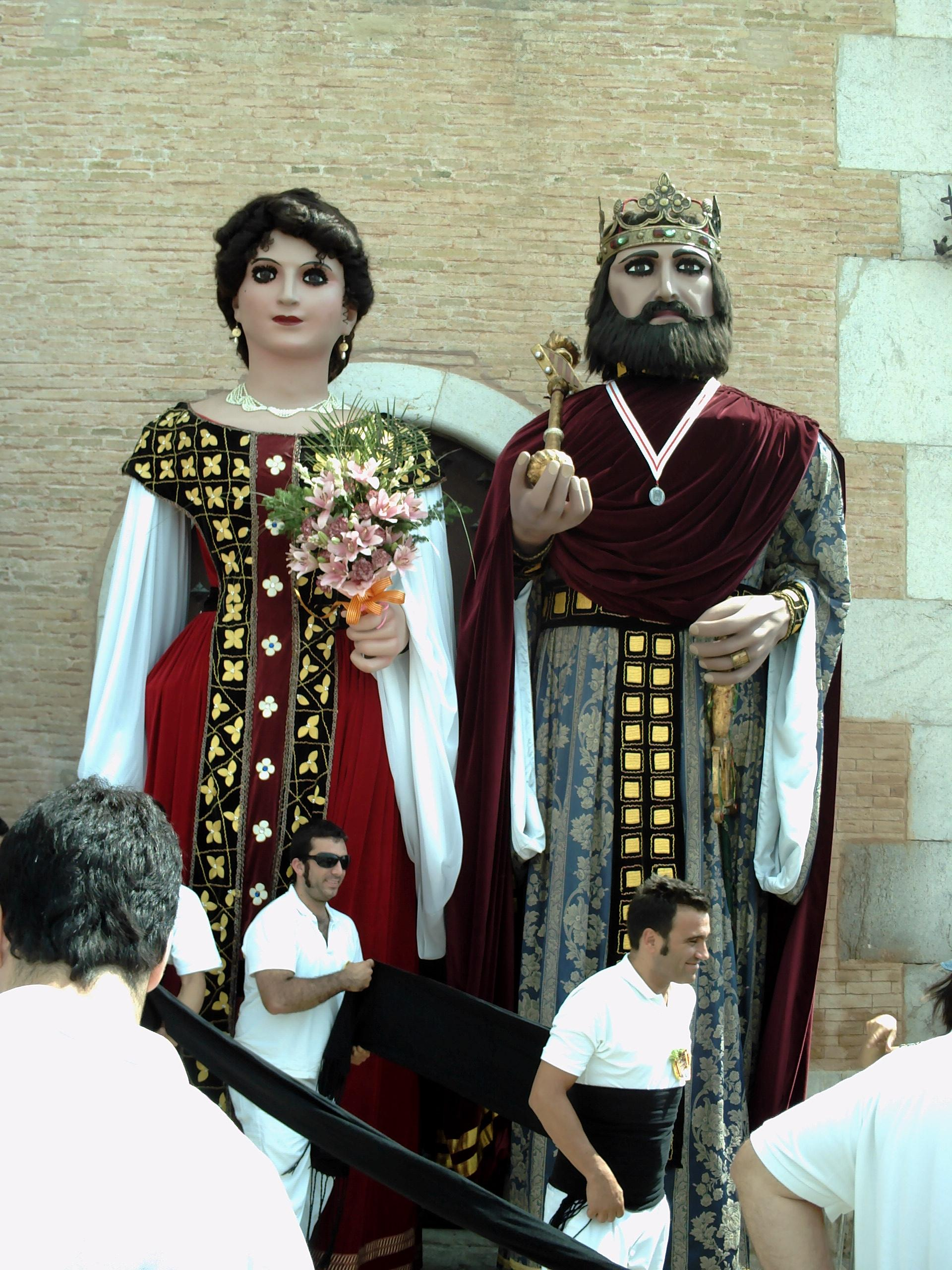
Els gegants de Sitges ("nous") a la Festa Major del 2008

Els gegants de Sitges estan formats per tres grups de gegants; Els gegants vells, estrenats el 1897, els gegants Americanos, de l'any 1965 i els gegants Moros de l'Agrupació de Balls Populars de Sitges, de 1979. Si bé es coneix l'existència d'uns gegants moros que daten de 1845 i que feren les seves aparicions per Festa Major i Corpus. La seva darrera sortida fou per la Festa Major de 1912.
Els gegants -vells- de Sitges, van ser construïts l'any 1897 sota disseny de Lluis Labarta. Originàriament, representaven Jaume I el Conqueridor, el gegant, i una dama de l'època, la geganta. El 1955 estrenen vestuari nou d'Artur Carbonell i Carbonell confeccionat per la firma sitgetana "Maragda", elaborant un disseny tan popular que encara perdura avui dia. El 1975 se'n construeix una rèplica i s'estrenen per la festivitat del Corpus. Poc temps després, el 1981 els gegants "vells" estrenen vestuari nou i alternen les sortides amb els gegants anomenats "nous". El 1997 se celebra el centenari dels gegants i s'organitzen diversos actes.

## Història
Primeres referències històriques
La primera dada documentada que es troba referent a uns gegants és del 1814, amb motiu de la processó celebrada pel trasllat de la imatge de la Mare de Déu del Vinyet des de la parròquia fins a la seva ermita: “La abrian los gigantes, la tarasca y los bayles.”. Se’n sap de la seva existència gràcies a la “Relación de las fiestas que la Villa de Sitges en los dias 14,15 y 16 de Mayo del Año 1814 dedicó a la Santisima Virgen Maria, con motivo de la translación de la prodigiosa Imagen del Viñet de la Iglesia Parroquial de dicha Villa a su propia Capilla”, en haver-se acabat la guerra del francès.
25 de maig del mateix any i la restauració completa de les figures.

Els antics gegants moros
Posteriorment, es van construir uns nous gegants d'aparença morisca, realitzats pels germans Joan i Joaquim de Querol i Cabanyes vers el 1840 que segons sembla, agafaren com a model per a la geganta a una pagesa i masovera del Mas Nou de Jafre, que venia a vendre a Sitges i sempre venia mudada i enjoiada.
Els gegants d'en Querol, segons es deia, no eren gaire pesats i eren fàcils de portar. Tanmateix, els duien pagesos forçuts, com en Musqué, el del Corral d'en Barbeta, el de l'Estellà i en Mingo d'en Met. Aquests gegants al cap de poc temps, foren cedits al municipi.
La roba del gegant era de color blanc i blau i el material de què estava fet el de la geganta era gasa i setí, segons es descriu en la còpia d'una lletra, del 26 d'abril de 1851, de Josep Antoni Querol adreçada al seu fill Joan.
Per la Festa Major de 1877 tingué lloc una disputa entre les entitats del Prado i del Retiro. La societat El Retiro organitzà el 1877 una matinal paral·lela en el marc d'una Festa Major doble, en la qual prengué part una parella de gegants construïts pels socis Joan Blanch, Josep Suñé i Josep Soler. La geganta anava vestida d'Adriana Angot –dama molt popular durant la revolució francesa- i el gegant de pagès, produint gran alegria i gatzara i que serviren per encapçalar les rues del carnaval retirista en anys posteriors.
El 1888 la geganta va estrenar una perruca nova, treballada per un perruquer depenent d'Ignasi Barrabeitg, pentinada a l'ultima moda, cosa que feia que els pentinats de la geganta servien com a model per a les noies del poble, segons el costum popular. Aquesta, tingué una despesa de 119 pessetes. L'any següent, el 1889 van estrenar una nova indumentària i a més el gegant també va lluir un nou turbant, amb un total de 135 pessetes.
Tanmateix, amb l'estrena el 1897 de la nova parella, els gegants moros no van acabar de desaparèixer del tot. Les seves aparicions van ser esporàdiques i puntuals i la gran major part de sitgetans els continuava tenint una gran estimació, tal com es demostra en diferents esments a les diverses publicacions i revistes de l'època.
Per la festivitat del Corpus de 1910 els gegants que hi van participar –hem de suposar que es tracta dels gegants vells– van sortir molt deteriorats “acordant-se, després de dondres tots els edils de lo esparracats que’s troben els trajos que’ls referits alts personatges abillen, consentir la seva miserable presencia per aquests carrers”... És per aquest motiu que per la Festa Major, hi ha la intenció de buscar una solució i mirar de trobar prou pressupost per fer una renovació del vestuari i restauració a fons. La idea de restaurar els antics gegants i recuperar aquestes emblemàtiques figures va ser molt ben acollida i per tal de recollir diners, es va fer una subscripció, afegint-se a aquesta iniciativa alguns industrials de la vila, com ells mateixos devien dir, recuperar aquests gegants “tradicionals” que el poble tant estimava, en detriment dels gegants nous que resultaven feixucs i la vila encara no els tenia massa acceptació.
El que si se sap és que l'any 1912 aquests gegants moros fan la seva darrera sortida, que coincideix amb la inauguració del nou hospital, i encara avui és una incògnita què es va fer d'aquests gegants.

La construcció i estrena dels nous gegants
Els encarregats de realitzar-la foren: Eusebi Vidal (construcció i attrezzo), Joan Marsal i Brunet (treball de la fusta), Santaliestra (direcció de la confecció dels vestits), família Solà (pare i fill, ornamentació i brodats), J. Escalés o Escaler (regentava El Ingenio, construcció dels caps) i Lluís Labarta i Grañé (disseny dels gegants), figurinista del Gran Teatre del Liceu. La roba dels vestits es va comprar a la casa de Baldomero Sellarès. El 23 d'agost de 1897 la feina estava enllestida i es va muntar la nova parella de gegants per participar en la Festa Major.
A Lluís Labarta se sol·licità que fes el disseny dels dos gegants. D'acord amb la comissió, es decidí que representarien Jaume I el Conqueridor i una dama de la seva època. El rei portaria la corona comtal, ceptre amb les armes de l'antic regne catalano-aragonès, espasa de l'època, túnica i mantell. S'establí que la dama lluís diadema amb mantell i tot el que s'avingués a la veritat històrica, no descuidant especificar que les robes i els accessoris havien d'ésser molt rics.
Tenint en compte que els gegants vells mesuraven 3 metres d'alçada i era més fàcil portar-los, els geganters no van poder amb prou feines aixecar-los i molt menys fer-los ballar. De fet, aquests gegants es van quedar una estona palplantats a la plaça de l'Ajuntament esperant que algú s'atrevís a aixecar-los.
El 1902, a punt estigueren els gegants de no sortir per Corpus, ja que, tot i celebrar-se cada any, el seu cost, -25 duros- que per aquells anys devien ser diners, se robava del poble. Finalment, i gràcies a la iniciativa d'alguns entusiastes compatricis, van poder aparèixer pels carrers de la vila. Aquest mateix any, els gegants participen en el concurs de gegants celebrat amb motiu de les festes de la Mercè que tingueren lloc a Barcelona, on guanyaren una medalla de plata i diploma d'honor per la seva indumentària. El jurat qualificador del concurs estigué format per Josep Puig i Cadafalch, Pere Pagés i Roda i Miquel Utrillo i Morlius.
Amb tot, els gegants del Castell de Santa Florentina de Canet de Mar, que estan trets del mateix motlle que els de Sitges, guanyaren en el mateix concurs, la medalla d'or.
Com a curiositat, afegim que per a dur els gegants, en la festa major de 1913, costava 70 pessetes, mentre que vestir-los i despullar-los, en costava 15. I per pentinar-los, 7.
A mesura que anava passant el temps, la vila es va fer seva la nova parella de gegants, i el 1920 l'Ajuntament va constituir una comissió de senyores com anteriorment s'havia fet, amb l'encàrrec de confeccionar nou vestuari. Aquesta reforma va anar a càrrec de la Sra. Emília Carbonell d'Ill i la senyoreta Rosita Mestres.
A partir de 1922 els gegants tenen ja la companyia del nou drac, segons esbós d'Agustí Ferré i Pino. Ferré Pino, fou, durant molts anys l'encarregat d'arreglar i pintar els gegants, drac i nans. Més endavant seria rellevat per Salvador Marcet, el qual també restaurava els desperfectes d'aquests elements festius.
La dècada dels trenta, foren políticament una època de grans canvis socials i polítics i que directament van tenir repercussions tant a la vila com a les nostres festes i celebracions. Entre altres coses, en arribar la república, es va veure modificada l'estructura de la Festa Major de Sant Bartomeu, si bé no immediatament, la processó de Sant Bartomeu va ser suprimida el 1934. Doncs seguint amb la història concreta dels gegants, el 1931 i 1932 el nostre gegant va aparèixer sense la seva tradicional corona comtal, suprimint la seva imatge reial i, per si no n'hi hagués prou, per substituir la corona, li van posar un mocador lligat al cap. El 1934 trobem la imatge novament del gegant sense corona i aquest cop sense mocador. No fa falta dir que tot això va ser molt criticat i de seguida recuperà la seva imatge popular.

El disseny d'Artur Carbonell
El 1955 va ser l'any del canvi més dràstic que han sofert els gegants sitgetans i encara avui en dia conserven la fesomia tant característica i popular i fins i tot, amb motiu del seu centenari es va imitar detalladament el mateix vestuari.
L'autor del disseny dels vestits actuals fou Artur Carbonell, que els projectà l'any 1955. El resultat fou el d'uns vestits formats per una gran abundància de roba i amb plecs espessos i solemnes que, caient amb modulació discursiva, aconsegueixen revestir els populars personatges d'una imponent serenitat. Artur Carbonell es plantejà una indumentària del segle xv a diferència de la de Labarta que es basà en la utilitzada en el segle xiii.
Els responsables d'aquesta tasca va anar a càrrec d'una firma molt coneguda anomenada Maragda i es va prendre com a model uns dibuixos de l'artista Artur Carbonell, havent elaborat uns magnífics croquis amb uns vestits característics de reis del S. XV, que, tot i resultar uns dissenys extraordinaris, encara hi hagué alguna mena de dubte sobre aquests.
Aquests estaven composts per una túnica endomassada de color gris, una capa de vellut marronosa i un cinturó negre amb brodats quadrats de color groc per al gegant i una túnica rosa – lila amb un coll-estola negre, resseguit amb decoració groga, amb vel i mànigues blanques i amples. Acabada aquesta tasca, els gegants van ser transportats per peces a l'Ajuntament i es va prosseguir al seu muntatge definitiu, ja que es trobaven en vigílies de Festa Major.

La construcció d'unes rèpliques
Van ser construïts per "El Ingenio", sota iniciativa de Frederic Montornès i Pino, regidor de festes en aquell moment, i es prendria com a model el vestuari d'Artur Carbonell, si bé, canviant-los simplement el color. El dia 25 de maig de 1975 es va escampar la notícia que al vestíbul de l'Ajuntament, les dues parelles, tant l'antiga com la rèplica restaven exposades. Va ser tot un esdeveniment.
L'any següent, per Festa Major, van tornar a sortir els gegants vells amb el vestuari dels nous. Aquella va ser la seva darrera sortida abans de la restauració.

La restauració de l'any 1981
Per realitzar el procés de creació i construcció dels Gegants Nous, rèplica dels gegants, es van agafar les testes dels vells per tal de crear uns motlles de guix. A causa d'això, els Vells van quedar en desús fins que el 1981 es van restaurar totalment una altra vegada, per iniciativa dels mateixos geganters, amb el suport de l'Ajuntament que van recollir els recursos econòmics necessaris per arreglar-los. Es va fer una subscripció popular i la presentació va tenir lloc per Corpus Christi de 1981, on els Gegants Vells van tornar a sortir al carrer, organitzant-se tot un seguit d'actes i un gran cercavila per tot el poble.. De llavors ençà, han sortit en ocasions especials, sobretot per Corpus.

L'any del centenari
El 1997 es comença a preparar tot un seguit d'actes per tal de commemorar el centenari dels gegants. Presentacions, publicacions, exposicions històriques, propaganda, programes, auques, trobades de gegants, homenatges... i tota mena d'actes, per homenatjar aquests gegants i a totes les persones implicades d'alguna manera a ells.
El 25 de maig de 1997, es va celebrar la trobada de gegants centenaris, en el que hi van participar els gegants de les poblacions de l'Arboç, Cardona, Capellades, Montblanc, Reus, Barcelona (Gegants de la Casa de la Caritat), Terrassa, Vic i Vilafranca del Penedès.